# Sanae Kasahara
Sanae Kasahara foi uma pesquisadora brasileira formada em Ciências Biológicas pela Universidade de São Paulo em 1971. Em 1973 obteve seu título de Mestre em Biologia (Genética) pela Universidade de São Paulo, sob orientação do Prof. Dr. Oswaldo Frota-Pessoa. Em 1978 obteve seu título de Doutora, também em Biologia (Genética), pela Universidade de São Paulo, sendo a primeira aluna de pós-graduação da Profa. Dra. Yatiyo Yonenaga-Yassuda. Entre 1982 e 1983 fez um Pós-Doutorado na área de Citogenética de Vertebrados na França. Em 1975 foi contratada como Professora Assistente na Universidade Estadual Paulista em Rio Claro, onde atuou ativamente até pouco antes de sua morte em 2018.
Kasahara, assim como sua orientadora do doutorado, foi uma cientista pioneira na área de Citogenética de Vertebrados no Brasil, publicando trabalhos com citogenética de roedores, lagartos e anfíbios, além de alguns artigos na área de genética médica. Uma de suas contribuições mais releventes para a área foi a publicação do livro ‘Introdução à Pesquisa em Citogenética de Vertebrados’ em 2009, pela editora da Sociedade Brasileira de Genética, que serve de base até hoje para muitos alunos que estão iniciando os seus estudos em citogenética animal. Além disso, sua contribuição para a ciência também se deu pela publicação de 63 artigos científicos, outros dois livros e um capítulo de livro. Orientou 10 Trabalhos de Conclusão de Curso de Graduação, sete Iniciações Científicas, sete Mestrados, quatro Doutorados e supervisionou um Pós-Doutorado.